# Passiflora cuneata
Passiflora cuneata là một loài thực vật có hoa trong họ Lạc tiên. Loài này được Willd. mô tả khoa học đầu tiên năm 1809.